# Vaudoncourt (Moselle)
Pour les articles homonymes, voir Vaudoncourt.
Vaudoncourt est une ancienne commune française du département de la Moselle en région Grand Est. De 1973 à 2013, elle avait le statut de commune associée.

## Géographie
Situé au sud-ouest de Varize et traversé au nord par la Nied allemande.

## Toponymie
- Anciens noms[1],[2] : Wualdonis Curtis (959), Wibelinguen (1295), Waudoncourt (1300), Wiebelingen (1376), Wibelingen (1392), Wybelingen (1397), Wauldoncourt (1576), Vaudoncourt-sur-Nied (1779).
- En allemand : Wieblingen[2]. En lorrain roman : Vaudonco[2].

## Histoire
Vaudoncourt est un ancien village d'Empire qui dépendait de la seigneurie de Raville (alias Rollingen), il fut cédé à la France par l'Impératrice-Reine en 1769. Placé ensuite dans le bailliage de Boulay, Vaudoncourt restait toutefois régi par la coutume de Luxembourg.
Avant sa fusion avec Varize, ce village avait pour annexes le hameau de Léoviller (alias Léovillers) et la ferme de Plappecourt.
Vaudoncourt a fait partie du canton de Varize de 1790 à 1801, puis du canton de Pange jusqu’en 1973.
Le 1er décembre 1973, la commune est rattachée à celle de Varize sous le régime de la fusion-association, ce régime est modifié le 1er avril 2013 en fusion simple.

## Administration
| Période                                  | Période       | Identité      | Étiquette | Qualité |
| ---------------------------------------- | ------------- | ------------- | --------- | ------- |
| octobre 1947                             | novembre 1973 | Louis HARTARD |           |         |
| Les données manquantes sont à compléter. |               |               |           |         |

| Période                                  | Période   | Identité      | Étiquette | Qualité |
| ---------------------------------------- | --------- | ------------- | --------- | ------- |
| décembre 1973                            | mars 1983 | Louis HARTARD |           |         |
| 1983                                     | 1989      | Paul ROLLIN   |           |         |
| Les données manquantes sont à compléter. |           |               |           |         |

## Démographie
| 1793 | 1800 | 1806 | 1821 | 1836 | 1841 | 1861 | 1866 | 1872 |
| ---- | ---- | ---- | ---- | ---- | ---- | ---- | ---- | ---- |
| 158  | 189  | 239  | 286  | 264  | 274  | 252  | 251  | 211  |

| 1876 | 1881 | 1886 | 1891 | 1896 | 1901 | 1906 | 1911 | 1921 |
| ---- | ---- | ---- | ---- | ---- | ---- | ---- | ---- | ---- |
| 209  | 193  | 204  | 193  | 202  | 176  | 186  | 200  | 139  |

| 1926 | 1931 | 1936 | 1946 | 1954 | 1962 | 1968 | - | - |
| ---- | ---- | ---- | ---- | ---- | ---- | ---- | - | - |
| 146  | 138  | 126  | 114  | 95   | 110  | 133  | - | - |

## Culture locale et patrimoine

### Lieux et monuments
- Chapelle Notre-Dame, construite en 1849.

### Personnalités liées à la commune
- Paul Guillaume (1744-1799), général de la Révolution française et procureur de Vaudoncourt.

### Héraldique
| Blason de Vaudoncourt (Moselle) | Blason  | De sinople au pélican dans son aire, soutenue d’une terrasse, le tout d’argent. |
| Blason de Vaudoncourt (Moselle) | Détails |                                                                                 |